# Palo (Leyte)
Palo is een gemeente in de Filipijnse provincie Leyte op het eiland Leyte. Bij de laatste census in 2007 had de gemeente bijna 57 duizend inwoners.

## Geografie

### Bestuurlijke indeling
Palo is onderverdeeld in de volgende 33 barangays:
| - Anahaway - Arado - Baras - Barayong - Buri - Cabarasan Daku - Cabarasan Guti - Campetik - Candahug - Cangumbang - Canhidoc | - Capirawan - Castilla - Cavite East - Cavite West - Cogon - Gacao - Guindapunan - Libertad - Luntad - Naga-naga - Pawing | - Salvacion - San Agustin - San Antonio - San Fernando - San Isidro - San Joaquin - San Jose - San Miguel - Santa Cruz - Tacuranga - Teraza |

## Demografie
Palo had bij de census van 2007 een inwoneraantal van 56.781 mensen. Dit zijn 8.799 mensen (18,3%) meer dan bij de vorige census van 2000. De gemiddelde jaarlijkse groei komt daarmee uit op 2,35%, hetgeen hoger is dan het landelijk jaarlijks gemiddelde over deze periode (2,04%). Vergeleken met de census van 1995 is het aantal mensen met 13.686 (31,8%) toegenomen.

De bevolkingsdichtheid van Palo was ten tijde van de laatste census, met 56.781 inwoners op 221,27 km², 256,6 mensen per km².

## Tyfoon
Op 8 november 2013 werd Palo zwaar getroffen door tyfoon Haiyan, die de gemeente grotendeels verwoestte en zeker 130 levens eiste.